# 287 v.Chr.
Het jaar 287 v.Chr. is een jaartal volgens de christelijke jaartelling. 

## Gebeurtenissen

### Italië
- In Latium heerst een economische crisis, de plebejers komen in opstand. De boeren hebben gebrek aan landbouwgrond en kunnen de last van de dienstplicht niet meer dragen.
- In Rome wordt de Lex Hortensia ingevoerd door dictator Quintus Hortensius.

### Griekenland
- Pyrrhus van Epirus wordt tot koning van (westelijk) Macedonië uitgeroepen.
- Demetrius Poliorcetes verzamelt in Griekenland een expeditieleger en begint een veldtocht in Anatolië.

### Anatolië
- Demetrius Poliorcetes valt Carië en Lydië binnen, Agathocles een zoon van Lysimachus verjaagt hem uit Anatolië.
- Seleucus I Nicator verslaat Demetrius Poliorcetes in Syrië en wordt in Cilicië gevangengenomen.

## Geboren
- Archimedes (287 v.Chr. - 212 v.Chr.), Grieks wis- en natuurkundige

## Overleden
- Theophrastus (371 v.Chr. - 287 v.Chr.), Grieks filosoof (84)